# おちゃらかほい!
『おちゃらかほい!』は、やぶうち優による日本の漫画作品。

## 概要
『ちゃお』（小学館）にて、1997年6月号から1998年5月号まで連載。全12話。その他に『ちゃおデラックス』1997年春の号・初秋の号・冬の号、1998年春の号に番外編が掲載されている。
茶道部に入部した中学1年生の女の子と茶道部の個性的な部員達が繰り広げる学園ギャグ漫画。
作中にブラジャーやバストのサイズといった女性の胸に関する話、ふんどしの付け方などが載っている事もあり、後年発売された『やぶうち優ファンBOOK やぶうち優の♀♂（おんなのこおとこのこ）なお話』では、やぶうち優が執筆した性教育マンガの一つとして扱われている。

## あらすじ
中学校に入学した女の子・早乙女茶織は、おしとやかな日本女性（やまとなでしこ）になりたくて、茶道部に入る事を決意する。
しかし、茶道部の部員はいずれも一癖もふた癖もある面々ばかりで…。

## 登場人物
登場人物名は、お茶の種類にちなんでいる。
早乙女茶織（さおとめ さおり）
主人公。中学1年生、女性。入学直後に茶道部を見学、思い描いていたものとのあまりの違いに入部を断ろうとするが、ある理由から抜けるに抜けられなくなり、そのまま入部。他の部員達に翻弄されながらも、次第に部に馴染んで行ってしまう。ジャスミンや玄米からは「チャオリ」と呼ばれる。貧乳。誕生日は8月31日。
武者小路紅緒（むしゃのこうじ べにお）
中学3年生、女性。茶道部長。お嬢様育ちで、非常におっとりした性格。美人。正しい茶道について一通りの心得はある模様だが、細かいことにこだわらない性格から、普段は紅茶ばかり入れている。誕生日は9月9日。
ジャスミン・ギムネマシルベスタ
中学1年生、女性。日本の伝統文化を学びにオーストラリアから来た留学生。茶をコーラやシャンペン、海水などで入れようとする。スタイルはかなり良く、B88･W58･H85である。
久田緑（ひさだ みどり）
中学2年生、女性。常に瞳に十字形の星が輝いている。運動神経抜群だが、123cmという低身長のために運動部から軒並み門前払いをくらい、茶道部に入部。体操服を普段着にしている（体育の授業用の体操着は別にある）。誕生日は10月10日。
小堀玄米（こぼり げんまい）
中学3年生、男性。ルックスは良く、相当もてる。自身でもそれは自覚しており、かなりのナルシスト。ふんどしを愛用している。誕生日は2月14日。
波布誠（はぶ まこと）
中学2年生、男性。通称「はぶっち」。眼鏡をかけていて非常にスケベだが、単行本2巻掲載の当時の読者投稿葉書の掲載コーナーにはいくつかイラストが載っており、読者には人気があった模様。ハトコという名前の小学4年生の妹がいる。妹思い。誕生日は4月1日。
鉄観音礼遠（てっかんのん れおん）
中学2年生、男性。スキンヘッドで筋骨隆々の体をしており、たびたび着ている制服を筋力でビリビリに破いている。寺の跡取り息子。紅緒のことが好き。抹茶とマッチョを掛け合わせたギャグを得意とする。誕生日は1月15日。
武者小路玉緒（むしゃのこうじ たまお）
中学1年生、女性。紅緒の妹。同性愛者であり、男嫌いという訳では必ずしも無いものの、現実の男は「汚らわしい」と思っており、理想の男性像に近い茶織のことを好きになってしまい、茶道部に入部。茶織は異性愛者であるため、玉緒の気持ちを迷惑がっている。誕生日は3月3日。
番鳥（ばんちょう）
白文鳥。メス。紅緒の前の部長の代以来、茶道部室で飼われている。よくひんぱんに○ンをする。「少女少年VI -NOZOMI-」には、グッズ化されたキャラクターとして登場している。

## 単行本
ちゃおフラワーコミックスから全2巻が発売され、1巻には本編5話と番外編3話、2巻には本編7話と番外編1話がそれぞれ収録されている。
単行本は現在絶版になっているが、コミックパークからオンデマンド出版で販売されている。電子書籍化もされ、各電子書店にて販売されている。
- 第1巻（1998年2月発行） ISBN 4-09-137074-8
- 第2巻（1998年6月発行） ISBN 4-09-137075-6